# Ледеч-над-Сазавоу
Ледеч-над-Сазавоу (чеш. Ledeč nad Sázavou, нем. Ledetsch an der Sasau) — один из старейших городов Посазавья, расположенный на северо-западе края Высочина, Чешская Республика, в 30 км к западу от районного центра Гавличкув-Брод. Город расположен на обоих берегах реки Сазавы, исторический центр Ледеча-над-Сазавоу, расположенный на левом берегу реки, с 2003 года является городской памятниковой зоной. На правом берегу Сазавы возвышается Ледечский замок, основанный в середине XIII века.

## История

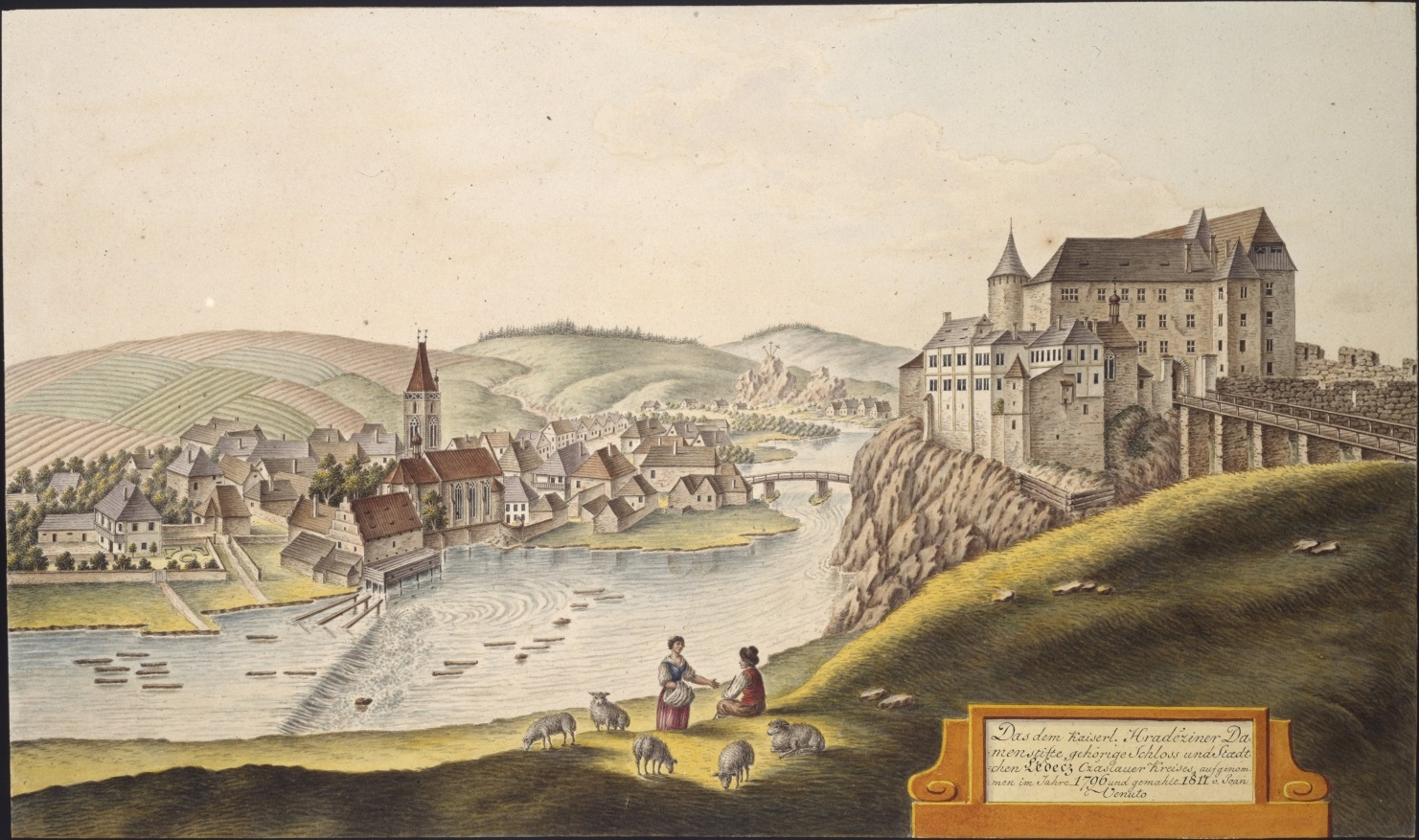
Ян Венуто. Ледеч в 1796 году

Название селения Ледеч упоминается в письменных источниках с XII века, когда оно принадлежало владыкам из Ледеча. Первый исторически известный рыцарь из этого рода в 1220 году был похоронен в соборе Святого Вита в Праге. В XV веке Ледеч перешёл во владение рода Ледечских из Ржичан.
В 1562 году Ледеч получил от короля Фердинанда I Габсбурга городские привилегии и собственный городской герб. Город на протяжении XVI—XVIII веков многократно переходил из рук в руки, пока в 1753 году его ни купила императрица Мария-Терезия, которая передала его во владение Института благородных девиц в Пражском Граде, который и владел им до 1918 года. До 1921 года город назывался просто Ледеч.
До административной реформы 1960 года Ледеч-над-Сазавоу являлся районным центром. 

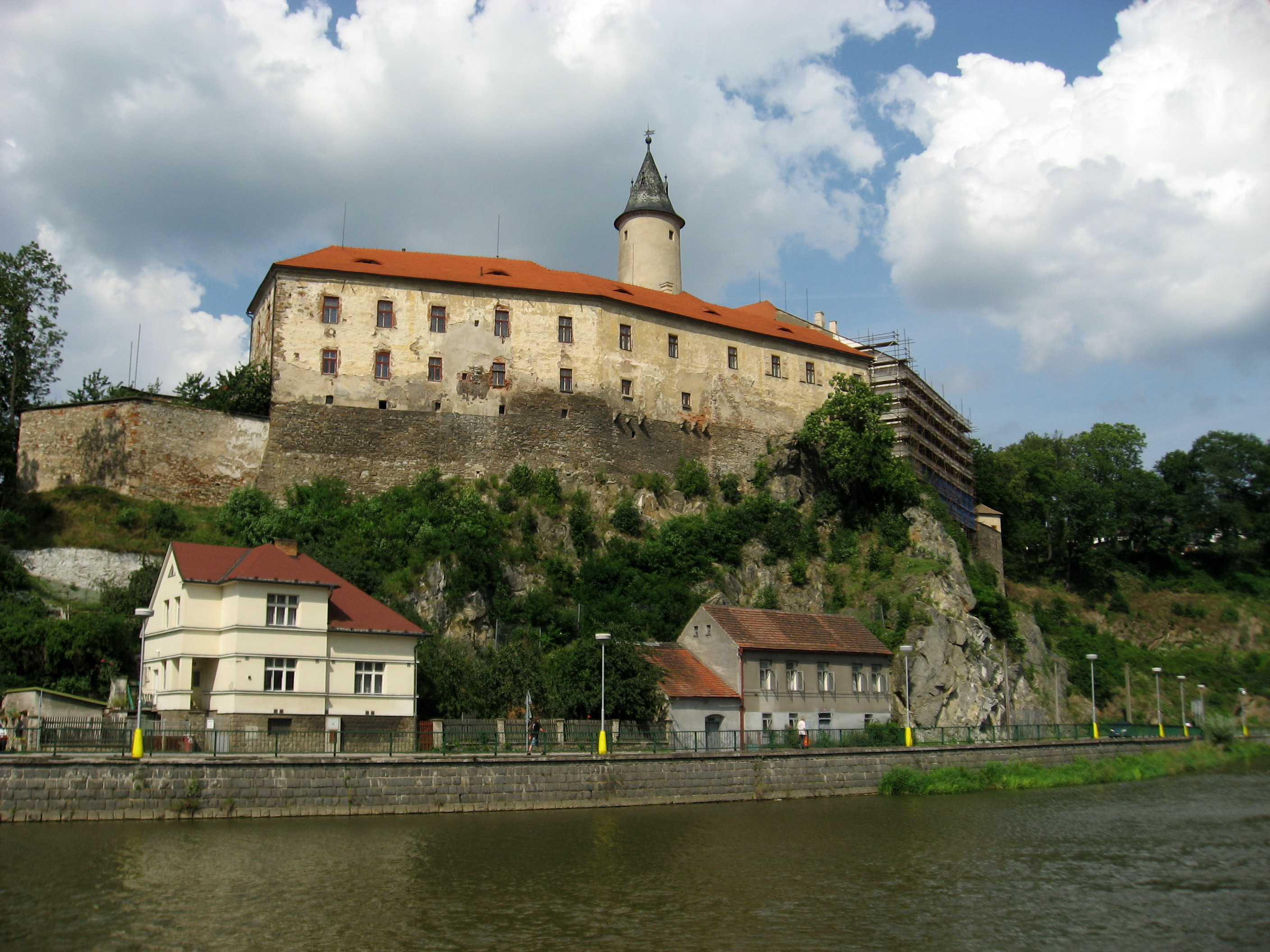
Ледечский замок

## Достопримечательности
- Ледечский замок
- Костёл Святых Петра и Павла
- Костёл Пресвятой Троицы
- Ледечская синагога
- Еврейское кладбище

## Части города
- Габрек
- Горни-Ледеч
- Ледеч-над-Сазавоу
- Обрвань
- Соуборж

## Население
| Год  | Численность | Численность |
| ---- | ----------- | ----------- |
| 1869 | 3176        | [ 6 ]       |
| 1880 | 3374        | [ 6 ]       |
| 1890 | 3225        | [ 6 ]       |
| 1900 | 3111        | [ 6 ]       |
| 1910 | 3482        | [ 6 ]       |
| 1921 | 3490        | [ 6 ]       |
| 1930 | 3330        | [ 6 ]       |
| 1950 | 3239        | [ 6 ]       |
| 1961 | 4073        | [ 6 ]       |
| 1970 | 5195        | [ 6 ]       |
| 1980 | 6202        | [ 6 ]       |
| 1991 | 6540        | [ 6 ]       |
| 2001 | 6127        | [ 6 ]       |
| 2014 | 5429        | [ 7 ]       |
| 2016 | 5215        | [ 8 ]       |
| 2017 | 5151        | [ 9 ]       |
| 2018 | 5104        | [ 10 ]      |
| 2019 | 5074        | [ 11 ]      |
| 2020 | 5043        | [ 12 ]      |
| 2021 | 4951        | [ 13 ]      |
| 2022 | 4808        | [ 14 ]      |
| 2023 | 4862        | [ 15 ]      |
| 2024 | 4832        | [ 4 ]       |